# استان کاف
استان کاف (به عربی: ولایة الکاف) یکی از بیست و چهار استان‌های تونس است.

## خصوصیات
استان کاف ۴٬۹۶۵ کیلومترمربع مساحت و ۲۴۳٬۱۵۶ نفر جمعیت دارد.